# Tamaki Uchiyama
Tamaki Uchiyama (født 13. december 1972) er en tidligere japansk fodboldspiller. Hun har tidligere spillet for Japans kvindefodboldlandshold.

## Japans fodboldlandshold
| Japans landshold | Japans landshold | Japans landshold |
| År               | Kmp              | Mål              |
| ---------------- | ---------------- | ---------------- |
| 1991             | 6                | 3                |
| 1992             | 0                | 0                |
| 1993             | 0                | 0                |
| 1994             | 5                | 1                |
| 1995             | 9                | 9                |
| 1996             | 8                | 3                |
| 1997             | 6                | 4                |
| 1998             | 10               | 2                |
| 1999             | 14               | 4                |
| Total            | 58               | 26               |